# Jean-Baptiste Bessières
Jean Bessieress, francoski maršal, * 1766, † 1831.